# Miles in the Sky
| 전문가 평가                     | 전문가 평가 |
| 평가 점수                       | 평가 점수   |
| 출처                            | 점수        |
| ------------------------------- | ----------- |
| AllMusic                        | [ 1 ]       |
| Down Beat                       | [ 2 ]       |
| The Rolling Stone Album Guide   | [ 3 ]       |
| Rolling Stone Jazz Record Guide | [ 4 ]       |
| Sputnikmusic                    | 4/5         |
| Tom Hull – on the Web           | B+          |

《Miles in the Sky》는 1968년 7월 22일, 컬럼비아 레코드에서 발매된 미국의 재즈 트럼펫 연주자이자 작곡가 마일스 데이비스의 스튜디오 음반이다.

## 배경
《Miles in the Sky》는 테오 마세로가 프로듀싱한 작품으로 1968년 1월 16일부터 5월 17일까지 뉴욕의 컬럼비아 스튜디오 B에서 녹음되었다. 이 음반에서 데이비스는 테너 색소폰 연주자 웨인 쇼터, 피아니스트 허비 행콕, 드러머 토니 윌리엄스, 베이시스트 론 카터와 함께 연주했다. 기타리스트 조지 벤슨은 〈Paraphernalia〉에 게스트로 참여했다. 이 음반의 제목은 비틀즈의 1967년 곡인 〈Lucy in the Sky with Diamonds〉에 대한 곡이었다.

## 구성
《Miles in the Sky》를 위해 데이비스와 그의 퀸텟은 기존의 재즈와 더 멀리 떨어져 재즈 록 퓨전을 향해 나아갔다. 스티븐 토마스 얼와인에 따르면, 이 음반의 작곡은 확장되고 그루브 지향적이며, 종종 리듬과 함께 "록의 4/4박자를 직접 줍는 직설적이고, 이것들은 허비 행콕의 일렉트릭 피아노로 조명된다"고 한다. 《올 어바웃 재즈》의 C. 마이클 베일리의 의견으로, 《Miles in the Sky》는 1965년과 1968년 사이에 데이비스의 퀸텟 음반으로 잘 정의되지 않은 재즈 서브 장르 포스트밥이 소개된 6장의 음반 중 하나였다.

## 곡 목록
| #  | 제목              | 작곡            | 재생 시간 |
| -- | ----------------- | --------------- | --------- |
| 1. | 〈Stuff〉         | 마일스 데이비스 | 17:00     |
| 2. | 〈Paraphernalia〉 | 웨인 쇼터       | 12:38     |

| #  | 제목             | 작곡          | 재생 시간 |
| -- | ---------------- | ------------- | --------- |
| 1. | 〈Black Comedy〉 | 토니 윌리엄스 | 7:26      |
| 2. | 〈Country Son〉  | 데이비스      | 13:52     |